# ジモバクター属
ジモバクター属はハロモナス科に属するグラム陰性の非芽胞形成通性嫌気性の周鞭毛を有する桿菌の属で、基準種のジモバクター・パルマエのみが知られている。属名は酵母の桿菌を意味する。GC含量は55.4から56.2。
カタラーゼ陽性、オキシダーゼ陰性。ヤシの樹液から分離された。六単糖や二糖、三糖の一部と糖アルコールを利用してアルコール発酵を行うことから、酵母の名が冠されている。ザイモモナス属などと共に微生物から工業的にアルコールを生産するための細菌として研究がおこなわれている。